# Liste der Nummer-eins-Hits in Finnland (1994)
Dies ist eine Liste der Nummer-eins-Hits in Finnland im Jahr 1994. Sie basiert auf den offiziellen Single Top und den Album Top, die im Auftrag von Musiikkituottajat, der finnischen Landesgruppe der IFPI, erstellt werden.

## Singles
| | Liste der Nummer-eins-Hits in Finnland | Liste der Nummer-eins-Hits in Finnland | Liste der Nummer-eins-Hits in Finnland | 1995 →                      |
| \| Zeitraum \| Wo. ges. \| Interpret \| Titel Autor(en) \| Zusätzliche Informationen \| \| (Zeitraum, Wochen auf Platz eins, Interpret, Titel, Autor[en], zusätzliche Informationen) \| \| \| \| \| \| ----------------------------------------------------------------------------------------- \| -------- \| -------------------------------- \| --------------------------------------------------------------------------------------------------------------------------------------------------------------------------------- \| --------------------------- \| \| 23. Dezember 1993 – 14. Januar 1994 3 Wochen (insgesamt 5) \| 5 \| Ace of Base \| The Sign Musik: Ulf Gunnar Ekberg, Malin Sofia Katarina Berggren, Jonas Petter Berggren, Jenny Cecilia Berggren; Text: Jonas Petter Berggren \| – \| \| 15. Januar 1994 – 4. Februar 1994 3 Wochen \| 3 \| Bryan Adams, Rod Stewart & Sting \| All for Love Bryan Adams, Robert John Lange, Michael Arnold Kamen \| – \| \| 7. Februar 1994 – 25. Februar 1994 2 Wochen \| 2 \| Jam & Spoon \| Right in the Night (Fall in Love with Music) Nosie Katzmann, Rolf Ellmer, Markus Löffel \| – \| \| 26. Februar 1994 – 4. März 1994 1 Woche \| 1 \| Cappella \| U Got 2 Let the Music Pierangelo Feroldi, Antonio Puntillo, Mauro Picotto, Steven Zucchini, Roberto Arduini, Alessandro Neri, Gianfranco Bortolotti, Mauro Aventino, Marco Baroni \| – \| \| 2. April 1994 – 29. April 1994 4 Wochen \| 4 \| Taikapeili \| Jos sulla on toinen \| – \| \| 30. April 1994 – 13. Mai 1994 2 Wochen \| 2 \| Metallica \| One Thrash Metal, Speed Metal \| – \| \| 14. Mai 1994 – 20. Mai 1994 1 Woche \| 1 \| U 96 \| Inside Your Dreams Helmut Hoinkis, Alex Christensen, Ingo Hauss, Hayo Panarinfo \| – \| \| 21. Mai 1994 – 10. Juni 1994 3 Wochen \| 3 \| 2 Unlimited \| The Real Thing Phil Wilde, Peter Bauwens, Ray Slijngaard, Anita Doth \| – \| \| 10. Juni 1994 – 17. Juni 1994 1 Woche \| 1 \| The Prodigy \| No Good (Start the Dance) Liam Howlett \| – \| \| 18. Juni 1994 – 1. Juli 1994 2 Wochen \| 2 \| Cappella \| U & Me C. Piccinelli, Diego Leoni, Gianfranco Bortolotti, G. Elmzoom, L. Cittadini, Ricardo Overman \| – \| \| 2. Juli 1994 – 8. Juli 1994 1 Woche \| 1 \| Mariah Carey \| Anytime You Need a Friend Mariah Carey, Walter Afanasieff, \| – \| \| 9. Juli 1994 – 22. Juli 1994 2 Wochen \| 2 \| DJ BoBo \| Everybody René Baumann, Joe South, Daniel Peyer \| – \| \| 23. Juli 1994 – 29. Juli 1994 1 Woche \| 1 \| Jam & Spoon feat. Plavka \| Find Me (Odyssey to Anyoona) Jam El Mar, Mark Spoon, Nosie Katzmann \| – \| \| 30. Juli 1994 – 5. August 1994 1 Woche (insgesamt 2) \| 2 \| WestBam \| Find Me (Odyssey to Anyoona) Jam El Mar, Mark Spoon, Nosie Katzmann \| – \| \| 6. August 1994 – 12. August 1994 1 Woche \| 1 \| Youssou N’Dour & Neneh Cherry \| 7 Seconds Jonathan Peter Sharp, Cameron Andrew McVey, Neneh Cherry, Youssou N’Dour \| – \| \| 13. August 1994 – 19. August 1994 1 Woche (insgesamt 2) \| 2 \| WestBam \| Find Me (Odyssey to Anyoona) Jam El Mar, Mark Spoon, Nosie Katzmann \| – \| \| 20. August 1994 – 26. August 1994 1 Woche \| 1 \| Klamydia \| Huipulla tuulee \| – \| \| 27. August 1994 – 16. September 1994 3 Wochen \| 3 \| Snap! \| Welcome to Tomorrow (Are You Ready?) John „Virgo“ Garrett III, Paula Brown, Benito Benites \| – \| \| 17. September 1994 – 23. September 1994 1 Woche \| 1 \| Wet Wet Wet \| Love Is All Around Reg Presley \| Im Original von The Troggs. \| \| 24. September 1994 – 30. September 1994 1 Woche \| 1 \| The Prodigy \| Voodoo People Liam Howlett \| – \| \| 1. Oktober 1994 – 7. Oktober 1994 1 Woche (insgesamt 2) \| 2 \| Rednex \| Cotton Eye Joe Patric Robert Edenberg, Örjan Kjell Öberg, Christer Jan Ericsson \| – \| \| 8. Oktober 1994 – 14. Oktober 1994 1 Woche (insgesamt 2) \| 2 \| Madonna \| Secret Dallas L. Austin, Madonna L. Ciccone \| – \| \| 15. Oktober 1994 – 21. Oktober 1994 1 Woche (insgesamt 2) \| 2 \| Rednex \| Cotton Eye Joe Patric Robert Edenberg, Örjan Kjell Öberg, Christer Jan Ericsson \| – \| \| 22. Oktober 1994 – 28. Oktober 1994 1 Woche (insgesamt 2) \| 2 \| Madonna \| Secret Dallas L. Austin, Madonna L. Ciccone \| – \| \| 29. Oktober 1994 – 4. November 1994 1 Woche \| 1 \| DJ Bobo \| Let the Dream Come True René Baumann, Axel Breitung \| – \| \| 5. November 1994 – 18. November 1994 2 Wochen \| 2 \| Moby \| Feeling So Real Moby \| – \| \| 19. November 1994 – 23. Dezember 1994 5 Wochen \| 5 \| Rednex \| Old Pop in an Oak Pat Reiniz \| – \| \| 24. Dezember 1994 – 20. Januar 1995 4 Wochen \| 4 \| Mo-Do \| Super Gut Mario Pinosa, Sergio Portaluri, Fulvio Zafret, Claudio Zennaro \| – \| |                                        |                                        | |                             |
| |                                        |                                        | | → 1995 →                    |
| Zeitraum | Wo. ges.                               | Interpret                              | Titel Autor(en) | Zusätzliche Informationen   |
| (Zeitraum, Wochen auf Platz eins, Interpret, Titel, Autor[en], zusätzliche Informationen) |                                        |                                        | |                             |
| 23. Dezember 1993 – 14. Januar 1994 3 Wochen (insgesamt 5) | 5                                      | Ace of Base                            | The Sign Musik: Ulf Gunnar Ekberg, Malin Sofia Katarina Berggren, Jonas Petter Berggren, Jenny Cecilia Berggren; Text: Jonas Petter Berggren                                      | –                           |
| 15. Januar 1994 – 4. Februar 1994 3 Wochen | 3                                      | Bryan Adams, Rod Stewart & Sting       | All for Love Bryan Adams, Robert John Lange, Michael Arnold Kamen | –                           |
| 7. Februar 1994 – 25. Februar 1994 2 Wochen | 2                                      | Jam & Spoon                            | Right in the Night (Fall in Love with Music) Nosie Katzmann, Rolf Ellmer, Markus Löffel                                                                                           | –                           |
| 26. Februar 1994 – 4. März 1994 1 Woche | 1                                      | Cappella                               | U Got 2 Let the Music Pierangelo Feroldi, Antonio Puntillo, Mauro Picotto, Steven Zucchini, Roberto Arduini, Alessandro Neri, Gianfranco Bortolotti, Mauro Aventino, Marco Baroni | –                           |
| 2. April 1994 – 29. April 1994 4 Wochen | 4                                      | Taikapeili                             | Jos sulla on toinen | –                           |
| 30. April 1994 – 13. Mai 1994 2 Wochen | 2                                      | Metallica                              | One Thrash Metal, Speed Metal | –                           |
| 14. Mai 1994 – 20. Mai 1994 1 Woche | 1                                      | U 96                                   | Inside Your Dreams Helmut Hoinkis, Alex Christensen, Ingo Hauss, Hayo Panarinfo                                                                                                   | –                           |
| 21. Mai 1994 – 10. Juni 1994 3 Wochen | 3                                      | 2 Unlimited                            | The Real Thing Phil Wilde, Peter Bauwens, Ray Slijngaard, Anita Doth | –                           |
| 10. Juni 1994 – 17. Juni 1994 1 Woche | 1                                      | The Prodigy                            | No Good (Start the Dance) Liam Howlett | –                           |
| 18. Juni 1994 – 1. Juli 1994 2 Wochen | 2                                      | Cappella                               | U & Me C. Piccinelli, Diego Leoni, Gianfranco Bortolotti, G. Elmzoom, L. Cittadini, Ricardo Overman                                                                               | –                           |
| 2. Juli 1994 – 8. Juli 1994 1 Woche | 1                                      | Mariah Carey                           | Anytime You Need a Friend Mariah Carey, Walter Afanasieff, | –                           |
| 9. Juli 1994 – 22. Juli 1994 2 Wochen | 2                                      | DJ BoBo                                | Everybody René Baumann, Joe South, Daniel Peyer | –                           |
| 23. Juli 1994 – 29. Juli 1994 1 Woche | 1                                      | Jam & Spoon feat. Plavka               | Find Me (Odyssey to Anyoona) Jam El Mar, Mark Spoon, Nosie Katzmann | –                           |
| 30. Juli 1994 – 5. August 1994 1 Woche (insgesamt 2) | 2                                      | WestBam                                | Find Me (Odyssey to Anyoona) Jam El Mar, Mark Spoon, Nosie Katzmann | –                           |
| 6. August 1994 – 12. August 1994 1 Woche | 1                                      | Youssou N’Dour & Neneh Cherry          | 7 Seconds Jonathan Peter Sharp, Cameron Andrew McVey, Neneh Cherry, Youssou N’Dour                                                                                                | –                           |
| 13. August 1994 – 19. August 1994 1 Woche (insgesamt 2) | 2                                      | WestBam                                | Find Me (Odyssey to Anyoona) Jam El Mar, Mark Spoon, Nosie Katzmann | –                           |
| 20. August 1994 – 26. August 1994 1 Woche | 1                                      | Klamydia                               | Huipulla tuulee | –                           |
| 27. August 1994 – 16. September 1994 3 Wochen | 3                                      | Snap!                                  | Welcome to Tomorrow (Are You Ready?) John „Virgo“ Garrett III, Paula Brown, Benito Benites                                                                                        | –                           |
| 17. September 1994 – 23. September 1994 1 Woche | 1                                      | Wet Wet Wet                            | Love Is All Around Reg Presley | Im Original von The Troggs. |
| 24. September 1994 – 30. September 1994 1 Woche | 1                                      | The Prodigy                            | Voodoo People Liam Howlett | –                           |
| 1. Oktober 1994 – 7. Oktober 1994 1 Woche (insgesamt 2) | 2                                      | Rednex                                 | Cotton Eye Joe Patric Robert Edenberg, Örjan Kjell Öberg, Christer Jan Ericsson                                                                                                   | –                           |
| 8. Oktober 1994 – 14. Oktober 1994 1 Woche (insgesamt 2) | 2                                      | Madonna                                | Secret Dallas L. Austin, Madonna L. Ciccone | –                           |
| 15. Oktober 1994 – 21. Oktober 1994 1 Woche (insgesamt 2) | 2                                      | Rednex                                 | Cotton Eye Joe Patric Robert Edenberg, Örjan Kjell Öberg, Christer Jan Ericsson                                                                                                   | –                           |
| 22. Oktober 1994 – 28. Oktober 1994 1 Woche (insgesamt 2) | 2                                      | Madonna                                | Secret Dallas L. Austin, Madonna L. Ciccone | –                           |
| 29. Oktober 1994 – 4. November 1994 1 Woche | 1                                      | DJ Bobo                                | Let the Dream Come True René Baumann, Axel Breitung | –                           |
| 5. November 1994 – 18. November 1994 2 Wochen | 2                                      | Moby                                   | Feeling So Real Moby | –                           |
| 19. November 1994 – 23. Dezember 1994 5 Wochen | 5                                      | Rednex                                 | Old Pop in an Oak Pat Reiniz | –                           |
| 24. Dezember 1994 – 20. Januar 1995 4 Wochen | 4                                      | Mo-Do                                  | Super Gut Mario Pinosa, Sergio Portaluri, Fulvio Zafret, Claudio Zennaro | –                           |

## Alben
| | Liste der Nummer-eins-Hits in Finnland | Liste der Nummer-eins-Hits in Finnland | Liste der Nummer-eins-Hits in Finnland | 1995 →                    |
| \| Zeitraum \| Wo. ges. \| Interpret \| Titel \| Zusätzliche Informationen \| \| (Zeitraum, Wochen auf Platz eins, Interpret, Titel, zusätzliche Informationen) \| \| \| \| \| \| ------------------------------------------------------------------------------ \| -------- \| ------------------------- \| ------------------------------- \| ------------------------- \| \| 23. Dezember 1993 – 21. Januar 1994 4 Wochen \| 4 \| Bryan Adams \| So Far So Good \| – \| \| 22. Januar 1994 – 4. März 1994 6 Wochen \| 6 \| ZZ Top \| Antenna \| – \| \| 5. März 1994 – 11. März 1994 1 Woche \| 1 \| Hector \| Salaisuuksien talo \| – \| \| 12. März 1994 – 25. März 1994 2 Wochen \| 2 \| Mikko Kuustonen \| Aurora \| – \| \| 26. März 1994 – 1. April 1994 1 Woche \| 1 \| Cappella \| U Got 2 Know \| – \| \| 2. April 1994 – 8. April 1994 1 Woche \| 1 \| Onnen oikotiellä \| Onnen oikotiellä \| – \| \| 9. April 1994 – 6. Mai 1994 4 Wochen (insgesamt 5) \| 5 \| J. Karjalainen yhtyeineen \| Villejä lupiineja \| – \| \| 7. Mai 1994 – 20. Mai 1994 2 Wochen (insgesamt 4) \| 4 \| Kummeli \| Artisti maksaa \| – \| \| 21. Mai 1994 – 27. Mai 1994 1 Woche (insgesamt 5) \| 5 \| J. Karjalainen yhtyeineen \| Villejä lupiineja \| – \| \| 28. Mai 1994 – 12. Juni 1994 3 Wochen (insgesamt 4) \| 4 \| Kummeli \| Artisti maksaa \| – \| \| 11. Juni 1994 – 17. Juni 1994 1 Woche \| 1 \| Mariah Carey \| Music Box \| – \| \| 18. Juni 1994 – 2. September 1994 11 Wochen \| 11 \| Crash Test Dummies \| God Shuffled His Feet \| – \| \| 3. September 1994 – 9. September 1994 1 Woche \| 1 \| The Prodigy \| Music for the Jilted Generation \| – \| \| 10. September 1994 – 30. September 1994 3 Wochen \| 3 \| Wet Wet Wet \| End of Part One \| – \| \| 1. Oktober 1994 – 21. Oktober 1994 3 Wochen \| 3 \| R.E.M. \| Monster \| – \| \| 22. Oktober 1994 – 13. Januar 1995 12 Wochen \| 12 \| Bon Jovi \| Cross Road – The Best Of \| – \| |                                        |                                        |                                        |                           |
| |                                        |                                        |                                        | → 1995 →                  |
| Zeitraum | Wo. ges.                               | Interpret                              | Titel                                  | Zusätzliche Informationen |
| (Zeitraum, Wochen auf Platz eins, Interpret, Titel, zusätzliche Informationen) |                                        |                                        |                                        |                           |
| 23. Dezember 1993 – 21. Januar 1994 4 Wochen | 4                                      | Bryan Adams                            | So Far So Good                         | –                         |
| 22. Januar 1994 – 4. März 1994 6 Wochen | 6                                      | ZZ Top                                 | Antenna                                | –                         |
| 5. März 1994 – 11. März 1994 1 Woche | 1                                      | Hector                                 | Salaisuuksien talo                     | –                         |
| 12. März 1994 – 25. März 1994 2 Wochen | 2                                      | Mikko Kuustonen                        | Aurora                                 | –                         |
| 26. März 1994 – 1. April 1994 1 Woche | 1                                      | Cappella                               | U Got 2 Know                           | –                         |
| 2. April 1994 – 8. April 1994 1 Woche | 1                                      | Onnen oikotiellä                       | Onnen oikotiellä                       | –                         |
| 9. April 1994 – 6. Mai 1994 4 Wochen (insgesamt 5) | 5                                      | J. Karjalainen yhtyeineen              | Villejä lupiineja                      | –                         |
| 7. Mai 1994 – 20. Mai 1994 2 Wochen (insgesamt 4) | 4                                      | Kummeli                                | Artisti maksaa                         | –                         |
| 21. Mai 1994 – 27. Mai 1994 1 Woche (insgesamt 5) | 5                                      | J. Karjalainen yhtyeineen              | Villejä lupiineja                      | –                         |
| 28. Mai 1994 – 12. Juni 1994 3 Wochen (insgesamt 4) | 4                                      | Kummeli                                | Artisti maksaa                         | –                         |
| 11. Juni 1994 – 17. Juni 1994 1 Woche | 1                                      | Mariah Carey                           | Music Box                              | –                         |
| 18. Juni 1994 – 2. September 1994 11 Wochen | 11                                     | Crash Test Dummies                     | God Shuffled His Feet                  | –                         |
| 3. September 1994 – 9. September 1994 1 Woche | 1                                      | The Prodigy                            | Music for the Jilted Generation        | –                         |
| 10. September 1994 – 30. September 1994 3 Wochen | 3                                      | Wet Wet Wet                            | End of Part One                        | –                         |
| 1. Oktober 1994 – 21. Oktober 1994 3 Wochen | 3                                      | R.E.M.                                 | Monster                                | –                         |
| 22. Oktober 1994 – 13. Januar 1995 12 Wochen | 12                                     | Bon Jovi                               | Cross Road – The Best Of               | –                         |

Siehe auch: Nummer-eins-Hits 1994 in  Australien, Belgien, Dänemark, Deutschland, Frankreich, Irland, Italien, Japan, Kanada, Neuseeland, den Niederlanden, Norwegen, Österreich, Schweden, der Schweiz, Spanien, Ungarn, den Vereinigten Staaten und im Vereinigten Königreich.